# Fărău
Fărău (en hongrois : Magyarforró, en allemand : Brenndorf) est une commune du județ d'Alba, Roumanie qui compte 1 569 habitants.
La commune est composée de trois villages : Fărău, Heria, Medveș, Sânbenedic et Șilea .

## Démographie
D'après le recensement de 2011, la commune compte 1 569 habitants, en forte baisse par rapport au recensement de 2002 où elle en comptait 1 909.
Lors de ce recensement de 2011, 69,66 % de la population se déclarent roumains, 22,18 % comme hongrois et 4,4 % comme roms (3,7 % ne déclarent pas d'appartenance ethnique).

## Politique
| Parti | Parti                                      | Sièges |
| ----- | ------------------------------------------ | ------ |
|       | Parti social-démocrate (PSD)               | 4      |
|       | Parti national libéral (PNL)               | 4      |
|       | Union démocrate magyare de Roumanie (UDMR) | 1      |
|       | Parti Mouvement populaire (PMP)            | 1      |
|       | Alliance des libéraux et démocrates (ALDE) | 1      |